# Prix Goya du meilleur acteur

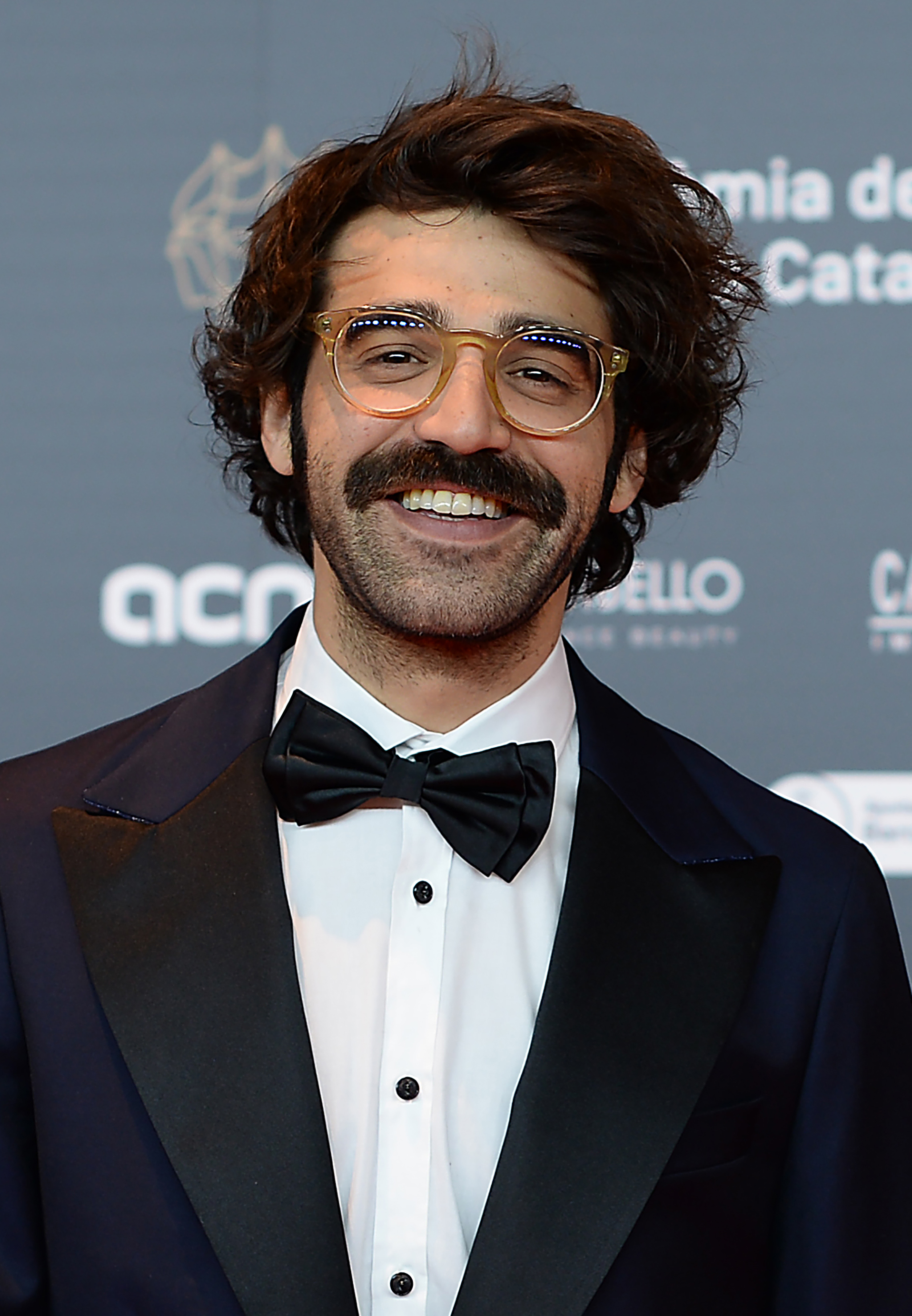
David Verdaguer ayant remportée en 2024 le prix Goya du meilleur acteur

Le prix Goya du meilleur acteur (Premio Goya à la mejor interpretación masculina protagonista) est une récompense décernée depuis 1987 par l'Academia de las artes y las ciencias cinematográficas de España au cours de la cérémonie annuelle des Goyas.

## Nominations et victoires multiples
Certains acteurs ont été récompensés à plusieurs reprises :
- 5 Goyas : Javier Bardem (1996, 2003, 2005, 2011 et 2022).
- 2 Goyas : Javier Gutiérrez Álvarez (2015 et 2018), Eduard Fernández (2002 et 2025), Fernando Fernán Gómez (1987 et 1999), Alfredo Landa (1988 et 1993) et Luis Tosar (2004 et 2010).

Parmi les acteurs, plusieurs furent multi-nommés (en gras, les acteurs lauréats) :
- 10 nominations : Javier Bardem ;
- 8 nominations : Antonio de la Torre, Luis Tosar ;
- 7 nominations : Eduard Fernández, Alfredo Landa ;
- 5 nominations : Javier Gutiérrez Álvarez, Javier Cámara, Fernando Fernán Gómez ;
- 4 nominations : Imanol Arias, Antonio Banderas, Jorge Sanz ;
- 3 nominations : Ricardo Darín, Gabino Diego, Juan Diego, Carmelo Gómez, Jordi Mollà ;
- 2 nominations : Ernesto Alterio, Raúl Arévalo, Daniel Brühl, José Coronado, Juan Luis Galiardo, Sergi López, Eduardo Noriega, Antonio Resines, Alberto San Juan, Tristán Ulloa, David Verdaguer ;
- 1 nomination : Roberto Álamo, Manuel Alexandre, Alberto Ammann, Álex Angulo, Enric Auquer, Juan José Ballesta, Luis Bermejo, Juan Diego Botto, Daniel Giménez Cacho, Luis Callejo, Pedro Casablanc, Mario Casas, Alfredo Castro, José Manuel Cervino, Juan Echanove, Karra Elejalde, Asier Etxeandia, Antonio Ferrandis, Andrés Gertrúdix, Sancho Gracia, Fernando Guillén, Miguel Herrán, Óscar Jaenada, Hovik Keuchkerian, Álvaro de Luna, Diego Luna, Federico Luppi, Denis Ménochet, Viggo Mortensen, Urko Olazabal, Andrés Pajares, Eusebio Poncela, Josep Maria Pou, Francisco Rabal, Santiago Ramos, Fernando Rey, Ryan Reynolds, Jean Rochefort, José Sacristán, Nacho Sánchez,  Vito Sanz, Miguel Ángel Solá, Manolo Solo, José Soriano, Guillermo Toledo, Benicio del Toro, Tito Valverde.

(dernière mise à jour : édition 2025)

## Palmarès

### Années 1980
- 1987 : Fernando Fernán Gómez pour le rôle d'Emiliano dans Mambru s'en va-t-en guerre (Mambrú se fue a la guerra)
  - Juan Diego pour le rôle de Franco dans Dragon Rapide
  - Jorge Sanz  pour le rôle de Manolo Morales dans Manolo (El año de las luces)
- 1988 : Alfredo Landa pour le rôle de Malvís / Bandid Fendetestas dans La Forêt animée (El bosque animado)
  - Imanol Arias pour le rôle d'Eleuterio « El Lute » Sánchez dans El Lute, marche ou crève (El Lute (camina o revienta))
  - José Manuel Cervino pour le rôle d'Angelito Delicado dans La guerra de los locos
- 1989 : Fernando Rey pour le rôle du père dans Diario de invierno
  - Imanol Arias pour le rôle d'Eleuterio « El Lute » Sánchez dans Demain, je serai libre (El Lute II: mañana seré libre)
  - Antonio Ferrandis pour le rôle de Pedro Luis Jarrapellejos dans Jarrapellejos
  - Alfredo Landa pour le rôle de Sinatra dans Sinatra
  - Pepe Soriano pour le rôle de Paulino Alonso / Sosias dans Attends-moi au ciel (Espérame en el cielo)

### Années 1990
- 1990 : Jorge Sanz pour le rôle de Daniel « Java » Javaloyes dans Si te dicen que caí
  - Fernando Fernán Gómez pour le rôle du marquis d'Esquilache dans Le Marquis d'Esquilache (Esquilache)
  - Fernando Fernán Gómez pour le rôle d'Eusebio dans El mar y el tiempo
  - Juan Diego pour le rôle de Jean de la Croix dans La Nuit obscure (La noche oscura)
  - Alfredo Landa pour le rôle d'El Americano	dans El río que nos lleva
- 1991 : Andrés Pajares pour le rôle de Paulino dans ¡Ay, Carmela!
  - Imanol Arias pour le rôle de Javier dans Seule avec toi (A solas contigo)
  - Antonio Banderas pour le rôle de Ricky dans Attache-moi ! (¡Átame!)
- 1992 : Fernando Guillén pour le rôle de Don Juan dans Don Juan aux enfers (Don Juan en los infiernos)
  - Gabino Diego pour le rôle de Philippe IV dans Le Roi ébahi (El rey pasmado)
  - Jorge Sanz  pour le rôle de Paco dans Amants (Amantes)
- 1993 : Alfredo Landa pour le rôle de Bartolomé dans La marrana
  - Javier Bardem pour le rôle de Raúl Gonzales dans Jambon, Jambon (Jamón jamón)
  - Jorge Sanz pour le rôle de Fernando dans Belle Époque (Belle epoque)
- 1994 : Juan Echanove pour le rôle de Franco dans Madregilda
  - Imanol Arias  pour le rôle d'Angel dans Intruso
  - Javier Bardem pour le rôle de Benito González dans Macho (Huevos de oro)
- 1995 : Carmelo Gómez pour le rôle d'Antonio dans Días contados
  - Gabino Diego pour le rôle d'Alberto dans Los peores años de nuestra vida
  - Alfredo Landa pour le rôle de Don José dans Canción de cuna
- 1996 : Javier Bardem pour le rôle de Víctor Ventura dans Bouche à bouche (Boca a boca)
  - Álex Angulo pour le rôle du père Ángel Berriartúa dans Le Jour de la bête (El día de la bestia)
  - Federico Luppi pour le rôle d'Eduardo dans Personne ne parlera de nous quand nous serons mortes (Nadie hablará de nosotras cuando hayamos muerto)
- 1997 : Santiago Ramos pour le rôle de Rafael dans Como un relámpago
  - Antonio Banderas pour le rôle d'Art Dodge dans Two Much
  - Carmelo Gómez pour le rôle de Teodoro dans Le Chien du jardinier (El perro del hortelano)
- 1998 : Antonio Resines pour le rôle de Rafael dans La Bonne Étoile (La buena estrella)
  - Javier Bardem pour le rôle de David dans En chair et en os (Carne trémula)
  - Jordi Mollà pour le rôle de Daniel dans La Bonne Étoile
- 1999 : Fernando Fernán Gómez pour le rôle de Don Rodrigo, comte d'Albrit dans El abuelo
  - Gabino Diego pour le rôle de Manuel dans La hora de los valientes
  - Eduardo Noriega pour le rôle de César dans Ouvre les yeux (Abre los ojos)
  - Antonio Resines pour le rôle de Blas Fontiveros dans La Fille de tes rêves (La niña de tus ojos)

### Années 2000
- 2000 : Francisco Rabal pour le rôle de Francisco de Goya dans Goya à Bordeaux (Goya en Burdeos)
  - Fernando Fernán Gómez  pour le rôle de Don Gregorio dans La Langue des papillons (La lengua de las mariposas)
  - Jordi Mollà pour le rôle d'Alberto dans Segunda piel
  - Josep Maria Pou pour le rôle de Jaume dans Ami/Amant (Amic/Amat)
- 2001 : Juan Luis Galiardo pour le rôle de Juan Peñasco dans Adiós con el corazón
  - Juan Diego Botto pour le rôle du meurtrier dans Plenilunio
  - Carmelo Gómez pour le rôle de Forteza dans El portero
  - Miguel Ángel Solá pour le rôle de Mario dans Sé quién eres
- 2002 : Eduard Fernández pour le rôle de Santos dans Fausto 5.0
  - Sergi López pour le rôle de Joaquín dans Sólo mía
  - Eusebio Poncela pour le rôle de Federico dans Intacto
  - Tristán Ulloa pour le rôle de Lorenzo	dans Lucia et le Sexe (Lucía y el sexo)
- 2003 : Javier Bardem pour le rôle de Santa dans Les Lundis au soleil (Los lunes al sol)
  - Javier Cámara pour le rôle de Benigno Martín dans Parle avec elle (Hable con ella)
  - Juan Luis Galiardo pour le rôle de Don Quichotte dans El caballero Don Quijote
  - Sancho Gracia pour le rôle de Julián Torralba dans 800 Balles (800 balas)
- 2004 : Luis Tosar pour le rôle d'Antonio dans Ne dis rien (Te doy mis ojos)
  - Ernesto Alterio pour le rôle d'Antonio dans Jours de foot (Días de fútbol)
  - Javier Cámara pour le rôle d'Alfredo López dans Torremolinos 73
  - Alfredo Landa pour le rôle de Joaquín Panjero dans La luz prodigiosa
- 2005 : Javier Bardem pour le rôle de Ramón Sampedro dans Mar adentro
  - Eduard Fernández  pour le rôle de Jorge dans Cosas que hacen que la vida valga la pena
  - Eduardo Noriega pour le rôle de Mikel « El Lobo » Lejarza dans El Lobo
  - Guillermo Toledo pour le rôle de Rafael dans Le Crime farpait (Crimen ferpecto)
- 2006 : Óscar Jaenada pour le rôle de Camarón de la Isla dans Camarón
  - Manuel Alexandre pour le rôle d'Alfredo dans Elsa et Fred (Elsa y Fred)
  - Juan José Ballesta pour le rôle de Tano dans Les Sept Vierges (7 vírgenes)
  - Eduard Fernández pour le rôle de Fernando	dans La Méthode (El método)
- 2007 : Juan Diego pour le rôle de Santiago Pedreño dans Vete de mí
  - Daniel Brühl pour le rôle de Salvador Puig i Antich dans Salvador (Puig Antich)
  - Sergi López  pour le rôle du capitaine Vidal dans Le Labyrinthe de Pan (El laberinto del fauno)
  - Viggo Mortensen pour le rôle de Diego Alatriste dans Capitaine Alatriste (Alatriste)
- 2008 : Alberto San Juan pour le rôle de Benito Lacunza dans Bajo las estrellas
  - Alfredo Landa pour le rôle de Joaco dans Luz de domingo
  - Álvaro de Luna pour le rôle d'Alfonso dans El prado de las estrellas
  - Tristán Ulloa pour le rôle d'Iñaki dans Mataharis
- 2009 : Benicio del Toro pour le rôle de Che Guevara dans Che, 1re partie : L'Argentin (Che: Part One)
  - Raúl Arévalo  pour le rôle de Salvador dans Los girasoles ciegos
  - Javier Cámara pour le rôle de Maxi dans À la carte (Fuera de carta)
  - Diego Luna pour le rôle de Gabriel dans Venganza (Sólo quiero caminar)

### Années 2010
- 2010 : Luis Tosar pour le rôle de Malamadre dans Cellule 211 (Celda 211)
  - Ricardo Darín pour le rôle de Benjamín Espósito dans Dans ses yeux (El secreto de sus ojos)
  - Jordi Mollà pour le rôle de Jaime Gil de Biedma dans El cónsul de Sodoma
  - Antonio de la Torre pour le rôle d'Enrique dans Gordos
- 2011 : Javier Bardem pour le rôle d'Uxbal pour son rôle dans Biutiful
  - Antonio de la Torre pour le rôle de Sergio dans Balada triste (Balada triste de trompeta)
  - Ryan Reynolds pour le rôle de Paul Conroy dans Buried
  - Luis Tosar pour le rôle de Costa dans Même la pluie (También la lluvia)
- 2012 : José Coronado pour le rôle de Santos Trinidad dans Pas de répit pour les damnés (No habrá paz para los malvados)
  - Antonio Banderas pour le rôle de Robert Ledgard dans La piel que habito
  - Daniel Brühl pour le rôle d'Álex dans Eva
  - Luis Tosar pour le rôle de César dans Malveillance (Mientras duermes)
- 2013 : José Sacristán pour le rôle de Santos dans El muerto y ser feliz
  - Daniel Giménez Cacho pour le rôle d'Antonio Villalta dans Blancanieves
  - Jean Rochefort pour le rôle de Marc Cros dans L'Artiste et son modèle (El artista y la modelo)
  - Antonio de la Torre pour le rôle de Rafael Cantera Luján dans Groupe d'élite (Grupo 7)
- 2014 : Javier Cámara pour le rôle d'Antonio San Román dans Vivir es fácil con los ojos cerrados
  - Tito Valverde pour le rôle de Max dans 15 años y un día
  - Antonio de la Torre pour le rôle de Carlos dans Amours cannibales (Caníbal)
  - Eduard Fernández pour le rôle de Nacho dans Todas las mujeres
- 2015 : Javier Gutiérrez Álvarez pour le rôle de Juan Robles dans La isla mínima
  - Ricardo Darín pour le rôle de Simón Fischer dans Les Nouveaux Sauvages (Relatos salvajes)
  - Raúl Arévalo pour le rôle de Pedro Suárez dans La isla mínima
  - Luis Bermejo pour le rôle de Luis	dans La niña de fuego (Magical Girl)
- 2016 : Ricardo Darín pour le rôle de Julián dans Truman
  - Pedro Casablanc pour le rôle de Luis Bárcenas dans B
  - Luis Tosar  pour le rôle de Carlos dans Appel inconnu (El desconocido)
  - Asier Etxeandia pour le rôle du marié dans La novia
- 2017 : Roberto Álamo pour le rôle de Javier Alfaro dans Que Dios nos perdone
  - Luis Callejo pour le rôle de Curro dans La Colère d'un homme patient (Tarde para la ira)
  - Antonio de la Torre pour le rôle de José dans La Colère d'un homme patient (Tarde para la ira)
  - Eduard Fernández pour le rôle de Francisco Paesa dans L'Homme aux mille visages (El hombre de las mil cara)
- 2018 : Javier Gutiérrez Álvarez pour le rôle d'Álvaro Martín dans El autor
  - Andrés Gertrudix pour le rôle de Luis dans Morir
  - Javier Bardem pour le rôle de Pablo Escobar dans Escobar (Loving Pablo)
  - Antonio de la Torre pour le rôle de Carlos López dans Abracadabra
- 2019 : Antonio de la Torre pour le rôle de Manuel López-Vidaldans El reino
  - Javier Gutiérrez Álvarez pour le rôle de Marco Montes dans Champions (Campeones)
  - Javier Bardem pour le rôle de Paco dans Everybody Knows (Todos lo saben)
  - José Coronado pour le rôle de Jaime Jiménez dans Ton fils (Tu hijo)

### Années 2020
- 2020 : Antonio Banderas pour le rôle Salvador Mallo dans Douleur et Gloire (Dolor y gloria)
  - Antonio de la Torre pour le rôle de Higinio Blanco dans Une vie secrète (La trinchera infinita)
  - Karra Elejalde pour le rôle de Miguel de Unamuno dans Lettre à Franco (Mientras dure la guerra)
  - Luis Tosar pour le rôle de Mario	 dans Œil pour œil (Quien a hierro mata)
- 2021 : Mario Casas pour le rôle de Daniel Aranda dans Cross the Line (No matarás)
  - Javier Cámara pour le rôle de Julio dans Sentimental
  - Ernesto Alterio pour le rôle d'Ernesto dans Un mundo normal
  - David Verdaguer pour le rôle d'Aleix dans Uno para todos
- 2022 : Javier Bardem pour le rôle de Blanco dans El buen patrón
  - Eduard Fernández pour le rôle d'Òscar Camps dans Mediterráneo
  - Javier Gutiérrez Álvarez pour le rôle de Javier dans Les Liens du sang (La hija)
  - Luis Tosar pour le rôle de d'Ibon Etxezarreta dans Les Repentis (Maixabel)

- 2023 : Denis Ménochet pour le rôle d'Antoine dans As bestas
  - Luis Tosar pour le rôle de Rafa dans À contretemps (En los márgenes)
  - Nacho Sánchez pour le rôle de Julián dans Creaturas (Mantícora)
  - Javier Gutiérrez Álvarez pour le rôle de José Pino dans Prison 77 (Modelo 77)
  - Miguel Herrán pour le rôle de Manuel dans Prison 77 (Modelo 77)

- 2024 : David Verdaguer pour le rôle d'Eugenio dans Saben aquell
  - Manolo Solo pour le rôle de Miguel Garay	dans Fermer les yeux (Cerrar los ojos)
  - Enric Auquer pour le rôle de Antoni Benaiges dans El maestro que prometió el mar
  - Hovik Keuchkerian pour le rôle d'Andreas	dans Un amor
  - Alberto Ammann pour le rôle de Diego dans Border Line (La llegada)

- 2025 : Eduard Fernández pour le rôle d'Enric Marco dans Marco, l'énigme d'une vie
  - Alberto San Juan pour le rôle de Carlos dans Casa en flames
  - Alfredo Castro pour le rôle de Flavio dans Polvo serán
  - Urko Olazabal pour le rôle de Ismael Alvárez	dans L'Affaire Nevenka (Soy Nevenka)
  - Vito Sanz pour le rôle d'Álex Septembre sans attendre (Volveréis)